# (153078) Giovale
(153078) Giovale est un astéroïde de la ceinture principale.

## Description
(153078) Giovale est un astéroïde de la ceinture principale. Il fut découvert le 26 août 2000 à l'Observatoire interaméricain du Cerro Tololo par Robert L. Millis. Il présente une orbite caractérisée par un demi-grand axe de 2,54 UA, une excentricité de 0,12 et une inclinaison de 6,6° par rapport à l'écliptique.

## Compléments